# Мендес-Флор, Пол
Пол Мендес-Флор (англ. Paul R. Mendes-Flohr; 17 апреля 1941, Нью-Йорк, Нью-Йорк — 24 октября 2024, Иерусалим) — американо-израильский исследователь современной еврейской мысли. Как интеллектуальный историк Мендес-Флор специализировался на еврейских мыслителях XIX и XX веков, включая Мартина Бубера, Франца Розенцвейга, Гершома Шолема и Лео Штрауса.

## Биография
Мендес-Флор получил докторскую степень в Университете Брандейса, под руководством Александра Альтманна, Нахума Глатцера и Бена Халперна. Мендес-Флор преподавал в Чикагском университете, где он был почётным профессором современной еврейской истории и мысли имени Дороти Грант Маклер. Он также был почётным профессором еврейской мысли в Еврейском университете в Иерусалиме.
Он был соавтором и соредактором (совместно с Иегудой Рейнхарцем) книги по современной еврейской истории «Еврей в современном мире: документальная история», а также (совместно с Артуром А. Коэном) книги о современной еврейской религиозной мысли.
В 2019 году Мендес-Флор опубликовал высоко оценённую биографию Мартина Бубера под названием «Мартин Бубер: жизнь веры и инакомыслия». Немецкий перевод появился в 2022 году, а на иврите — в 2023 году. Его последняя работа «Культурные разногласия: посттрадиционные еврейские идентичности» была опубликована в 2021 году.
В 2021 году Мендес-Флор начал работу над The Global Lehrhaus — международной платформой для обучения и размышлений по вопросам, представляющим общий интерес. Global Lehrhaus был создан по образцу Freies Jüdisches Lehrhaus (Свободного дома еврейского обучения), центра непрерывного образования, основанного Францем Розенцвейгом и позднее возглавляемого Мартином Бубером.
Мендес-Флор вырос в Бруклине, Нью-Йорк, а с 1970 года жил в Израиле со своей женой, художницей Ритой Мендес-Флор. У него двое детей, оба тоже художники, и четверо внуков. Мендес-Флор умер 24 октября 2024 года в возрасте 83 лет.

## Избранные труды
- Identität. Die zwei Seelen der deutschen Juden (на немецком языке).
- 20th Century Jewish Religious Thought: Original Essays on Critical Concepts, Movements, and Beliefs. — The Jewish Publication Society, 2009. — ISBN 978-0-8276-0892-4.
- From Mysticism to Dialogue: Martin Buber's Transformation of German Social Thought. Detroit: Wayne State University Press, 1989.
- Divided passions: Jewish intellectuals and the experience of modernity (1991).
- The Jew in the Modern World: A Documentary History. — 2nd. — Oxford University Press, 1995. — ISBN 0-19-507453-X.
- German Jews: a dual identity (1999).
- Secular Forms of Jewishness // The Blackwell Companion to Judaism. — Reprint. — Blackwell Publ., 2003. — P. 461–476. — ISBN 1-57718-058-5.
- A land of two peoples: Martin Buber on Jews and Arabs Edited with commentary and a new preface by Paul R. Mendes-Flohr.
- Martin Buber: a contemporary perspective (2002).
- Mendes-Flohr, Paul (2005). Judaism. In Thomas Riggs (ed.). Worldmark Encyclopedia of Religious Practices. Vol. 1. Farmington Hills, Mi: Thomson Gale. ISBN 9780787666118.
- Martin Buber: a life of faith and dissent (2019).
- Franz Rosenzweig and the Possibility of a Jewish Theology (готовится к выпуску).